# Frederico Augusto Lopes da Silva
Frederico Augusto Lopes da Silva (Angra do Heroísmo, 1 de dezembro de 1863 — Angra do Heroísmo, 31 de dezembro de 1941) foi um farmacêutico, formado pela Universidade de Coimbra, que se distinguiu no jornalismo e na política. Foi também professor liceal e reitor interino do Liceu de Angra do Heroísmo, presidente da Câmara Municipal da Praia da Vitória, administrador do concelho de Santa Cruz da Graciosa e procurador e presidente da Junta Geral do Distrito Autónomo de Angra do Heroísmo.

## Biografia
Licenciou-se em Farmácia na Universidade de Coimbra, cujo curso completou em 23 de junho de 1887. Foi nomeado farmacêutico da Santa Casa da Misericórdia da Praia da Vitória (1892), cargo que exerceu até ser secretário da Junta Geral do Distrito Autónomo de Angra do Heroísmo. Desde bem novo que se dedicou do coração à defesa da causa popular, e com ela à defesa da sua terra, dando-lhes devotadamente toda a sua actividade, toda a sua energia, todo o seu robusto talento.
Embora se apresentasse sempre como independente, porém foi próximo dos regeneradores, exercendo as funções de redactor de A Terceira órgão do Partido Regenerador. Apoiou a Esquerda Dinástica, movimento político liderado por Barjona de Freitas.
Distinguiu-se como jornalista muito combativo. Numa época de patriótica luta, que se levantou na ilha Terceira, em 1891, contra a unificação da moeda dos Açores com a continental, luta em que todas as ilhas açorianas entregaram, a defesa dos interesses do Arquipélago, aos terceirenses, em quem muito confiavam, foi Frederico Lopes incansável, como secretario da comissão de vigilância e resistência. A luta com o governo central foi grande, mas a ilha Terceira ficou vitoriosa. Foi em 1892 secretário da Comissão de Resistência formada para lutar contra a unificação da moeda e em defesa da economia açoriana. Durante o primeiro movimento autonomista foi um destacado membro da Comissão Autonomista do Distrito de Angra do Heroísmo (1894) e um dos redactores do projecto daquela comissão que preconizava uma autonomia distrital municipalista e descentralizada.
Exerceu funções de advogado provisório a partir de 1894 na então vila da Praia da Vitória, sendo ali algumas vezes juiz substituto. Em 1896 e 1897 foi presidente da Câmara Municipal da Praia da Vitória. Nos anos imediatos foi administrador do concelho de Santa Cruz da Graciosa.
Frederico Lopes foi secretário da repartição da Junta Geral do Distrito Autónomo de Angra do Heroísmo. Eleito procurador à Junta Geral pelo município de Santa Cruz da Graciosa na eleição de 6 de novembro de 1898, em 1901 foi designado presidente daquela Junta Geral, cargo que ocupava em julho de 1901 aquando da visita do rei D. Carlos aos Açores.
Foi provedor do Hospital da Santa Casa da Misericórdia de Angra do Heroísmo, no início do século XX, onde introduziu melhoramentos de relevo como uma sala de operações, pavilhão de alienados e sobretudo um corpo de enfermagem constituído por irmãs religiosas de São José de Cluny, contra as quais se levantou na imprensa uma campanha renhidíssima movida por elementos anti-clericais, até que foram expulsas com a implantação da República.
Exerceu o cargo de reitor do Liceu de Angra do Heroísmo em 1902, quando este estava instalado no palácio Bettencourt, tendo introduzido melhoramentos no edifício especificamente o primeiro ginásio. Como reitor interino do liceu deixa o ilustrado jornalista um importante melhoramento, que torna notável a sua passagem por esta casa de instrução: foi o estabelecimento do ginásio, inaugurado solenemente no dia 16 de junho de 1902, dia duplamente festivo para o mesmo liceu, pela colocação solene do retrato do já falecido e seu antigo reitor José Augusto Nogueira Sampaio. O professor do mesmo liceu, Manuel António Ferreira Deusdado, foi, a convite do respectivo conselho, encarregado do discurso nesta festa solene, discurso que foi publicado em folheto.
Com a implantação da república retirou-se da vida política e do jornalismo, mas em 1922, durante o segundo movimento autonomista e em época de grande entusiasmo regionalista foi enviado pela Junta Geral do Distrito Autónomo de Angra do Heroísmo, de que era secretário, à cidade de Funchal para tomar parte na reunião de delegados açorianos e madeirenses que discutiram a autonomia administrativa das ilhas adjacentes.
Foi um dos fundadores da Sociedade Promotora da Agricultura Terceirense em 1911, presidente da Junta Autónoma dos Portos de ANgra do Heroísmo e director da Caixa Económica de Angra do Heroísmo, tendo nesta missão promovido a construção dos primeiros bairros de casas económicas em Angra e a reconstrução do Teatro Angrense.
Foi amador dramático e autor de textos teatrais, nomeadamente de teatro de revista, e usando o pseudónimo de Caturra, colaborando neste campo como o filho homónimo.
Foi pai do etnógrafo e publicista João Ilhéu.